# Дерев'яна Церква Різдва Пресвятої Богородиці (Новосілки-Гостинні)
Деревяна Церква Різдва Пресвятої Богородиці — стара дерев'яна церква у селі Новосілки-Гостинні.

## Історія
Церква заснована у 1700 році, хоча можливо існувала й раніше, так як перша у селі церква згадується у 1578 році. У 1932 році було освячено престол святого Серця Ісусового. Написав його художник Іван Чиковський.

## Архітектура
Тризрубна безверха церква латинізованого типу, накрита двосхилим дахом, гребінь якого завершує ліхтар з маківкою. Будівля оточена невеликим піддашшям, до гранчастого вівтаря прибудовані ризниці.
На північний-захід від храму стоїть дерев'яна двоярусна дзвіниця накрита шатровим дахом. Відомо, що на дерев'яну церкву виготовляється документація для включення святині до пам'яток сакральної архітектури і взяття її під охорону.

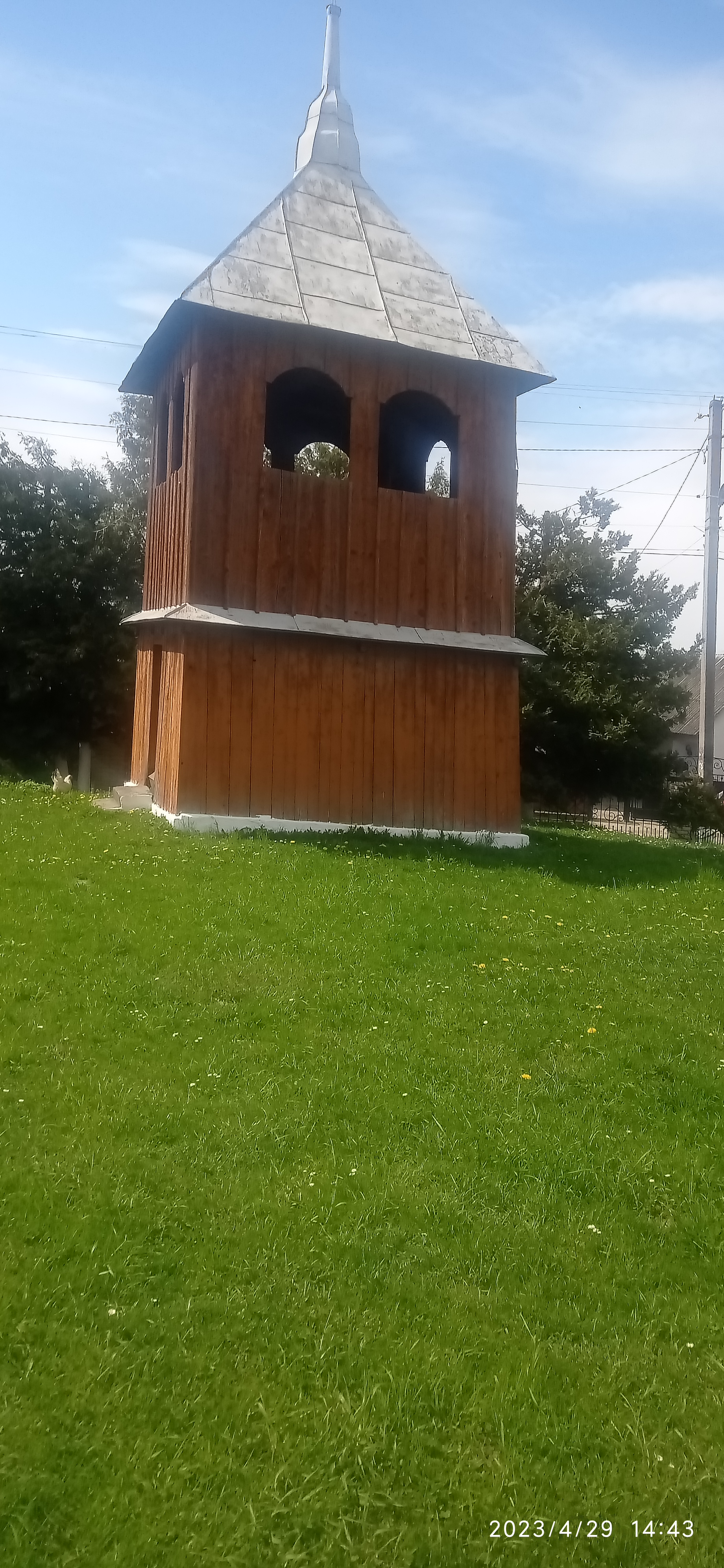
Дзвіниця